# Canottaggio ai Giochi della XXX Olimpiade
Le gare di canottaggio dei Giochi della XXX Olimpiade si sono svolte al Dorney Lake tra il 28 luglio e il 4 agosto 2012. Sono stati disputati 14 eventi, 8 maschili e 6 femminili.

## Calendario
| Uomini |  |  |  |  | Otto                | 2 di coppia 4 senza p.l. | Singolo 2 senza 4 di coppia | 4 senza 2 di coppia p.l. | 8  |
| Donne  |  |  |  |  | 2 senza 4 di coppia | Otto                     | 2 di coppia                 | Singolo 2 di coppia p.l. | 6  |
| Totale |  |  |  |  | 3                   | 3                        | 4                           | 4                        | 14 |

|  | Qualificazioni |  | FINALI |

## Qualificazione
Il primo evento di qualificazione olimpica sono stati i campionati del mondo 2011; in seguito si sono svolte qualificazioni continentali per l'Asia, Africa e l'America meridionale, oltre a un'ultima gara mondiale. I posti di qualificazione sono assegnati al comitato olimpico, cui spetta la scelta dell'equipaggio.
La stessa nazione non può partecipare ad una gara con più di un equipaggio.
| Nazione       | Uomini  | Uomini  | Uomini      | Uomini  | Uomini      | Uomini | Uomini           | Uomini       | Donne   | Donne   | Donne       | Donne       | Donne | Donne            | Equipaggi | Atleti |
| Nazione       | Singolo | 2 senza | 2 di coppia | 4 senza | 4 di coppia | Otto   | 2 di coppia p.l. | 4 senza p.l. | Singolo | 2 senza | 2 di coppia | 4 di coppia | Otto  | 2 di coppia p.l. | Equipaggi | Atleti |
| ------------- | ------- | ------- | ----------- | ------- | ----------- | ------ | ---------------- | ------------ | ------- | ------- | ----------- | ----------- | ----- | ---------------- | --------- | ------ |
| Algeria       |         |         |             |         |             |        |                  |              | X       |         |             |             |       |                  | 1         | 1      |
| Argentina     | X       |         | X           |         |             |        | X                |              | X       | X       |             |             |       | X                | 6         | 10     |
| Australia     |         | X       | X           | X       | X           | X      | X                | X            | X       | X       | X           | X           | X     | X                | 13        | 47     |
| Azerbaigian   | X       |         |             |         |             |        |                  |              | X       |         |             |             |       |                  | 2         | 2      |
| Belgio        | X       |         |             |         |             |        |                  |              |         |         |             |             |       |                  | 1         | 1      |
| Birmania      |         |         |             |         |             |        |                  |              | X       |         |             |             |       |                  | 1         | 1      |
| Bielorussia   |         |         |             | X       |             |        |                  |              | X       |         |             |             |       |                  | 2         | 5      |
| Brasile       | X       |         |             |         |             |        |                  |              | X       |         |             |             |       | X                | 3         | 4      |
| Camerun       | X       |         |             |         |             |        |                  |              |         |         |             |             |       |                  | 1         | 1      |
| Canada        |         | X       | X           | X       |             | X      | X                |              |         |         |             |             | X     | X                | 7         | 30     |
| Cile          | X       |         |             |         |             |        |                  |              |         |         |             |             |       |                  | 1         | 1      |
| Cina          | X       |         |             |         |             |        | X                | X            | X       | X       | X           | X           |       | X                | 8         | 18     |
| Taipei cinese | X       |         |             |         |             |        |                  |              |         |         |             |             |       |                  | 1         | 1      |
| Corea del Sud | X       |         |             |         |             |        |                  |              | X       |         |             |             |       | X                | 3         | 4      |
| Croazia       | X       |         |             |         | X           |        |                  |              |         |         |             |             |       |                  | 2         | 5      |
| Cuba          | X       |         |             |         |             |        | X                |              | X       |         |             |             |       | X                | 4         | 6      |
| Danimarca     | X       |         |             |         |             |        | X                | X            | X       |         |             |             |       | X                | 5         | 10     |
| Egitto        | X       |         |             |         |             |        | X                |              |         |         |             |             |       | X                | 3         | 5      |
| El Salvador   | X       |         |             |         |             |        |                  |              | X       |         |             |             |       |                  | 2         | 2      |
| Estonia       |         |         | X           |         | X           |        |                  |              |         |         |             |             |       |                  | 2         | 6      |
| Francia       |         | X       | X           |         | X           |        | X                | X            |         |         |             |             |       |                  | 5         | 14     |
| Germania      | X       | X       | X           | X       | X           | X      | X                | X            | X       | X       | X           | X           | X     | X                | 14        | 48     |
| Giappone      |         |         |             |         |             |        | X                |              | X       |         |             |             |       | X                | 3         | 5      |
| Grecia        |         | X       |             | X       |             |        | X                |              |         |         |             |             |       | X                | 4         | 10     |
| Hong Kong     | X       |         |             |         |             |        | X                |              |         |         |             |             |       |                  | 2         | 3      |
| India         | X       |         |             |         |             |        | X                |              |         |         |             |             |       |                  | 2         | 3      |
| Iran          | X       |         |             |         |             |        |                  |              | X       |         |             |             |       |                  | 2         | 2      |
| Irlanda       |         |         |             |         |             |        |                  |              | X       |         |             |             |       |                  | 1         | 1      |
| Italia        |         | X       | X           | X       | X           |        | X                | X            |         | X       |             |             |       |                  | 7         | 20     |
| Kazakistan    | X       |         |             |         |             |        |                  |              | X       |         |             |             |       |                  | 2         | 2      |
| Lituania      | X       |         | X           |         |             |        |                  |              | X       |         |             |             |       |                  | 3         | 4      |
| Messico       | X       |         |             |         |             |        |                  |              | X       |         |             |             |       |                  | 2         | 2      |
| Monaco        | X       |         |             |         |             |        |                  |              |         |         |             |             |       |                  | 1         | 1      |
| Niger         | X       |         |             |         |             |        |                  |              |         |         |             |             |       |                  | 1         | 1      |
| Norvegia      | X       |         | X           |         |             |        | X                |              |         |         |             |             |       |                  | 3         | 5      |
| Nuova Zelanda | X       | X       | X           | X       | X           |        | X                |              | X       | X       | X           | X           |       | X                | 11        | 26     |
| Paesi Bassi   |         | X       |             | X       |             | X      |                  | X            |         |         | X           |             | X     | X                | 7         | 32     |
| Paraguay      |         |         |             |         |             |        |                  |              | X       |         |             |             |       |                  | 1         | 1      |
| Perù          | X       |         |             |         |             |        |                  |              |         |         |             |             |       |                  | 1         | 1      |
| Polonia       | X       | X       |             |         | X           | X      |                  | X            |         |         | X           | X           |       |                  | 7         | 26     |
| Portogallo    |         |         |             |         |             |        | X                |              |         |         |             |             |       |                  | 1         | 2      |
| Gran Bretagna | X       | X       | X           | X       | X           | X      | X                | X            |         | X       | X           | X           | X     | X                | 13        | 47     |
| Rep. Ceca     | X       |         |             | X       |             |        |                  | X            | X       |         | X           |             |       |                  | 5         | 12     |
| Romania       |         |         |             | X       |             |        |                  |              |         | X       |             |             | X     |                  | 3         | 15     |
| Russia        |         |         |             |         | X           |        |                  |              | X       |         |             |             |       |                  | 2         | 5      |
| Serbia        |         | X       |             | X       |             |        |                  |              |         |         |             |             |       |                  | 2         | 6      |
| Slovenia      |         |         | X           |         |             |        |                  |              |         |         |             |             |       |                  | 1         | 2      |
| Stati Uniti   | X       | X       |             | X       | X           | X      |                  | X            | X       | X       | X           | X           | X     | X                | 12        | 44     |
| Sudafrica     |         |         |             |         |             |        |                  | X            |         | X       |             |             |       |                  | 2         | 6      |
| Svezia        | X       |         |             |         |             |        |                  |              | X       |         |             |             |       |                  | 2         | 2      |
| Svizzera      |         |         |             |         | X           |        |                  | X            |         |         |             |             |       |                  | 2         | 8      |
| Thailandia    |         |         |             |         |             |        |                  |              | X       |         |             |             |       |                  | 1         | 1      |
| Tunisia       | X       |         |             |         |             |        |                  |              | X       |         |             |             |       |                  | 2         | 2      |
| Ucraina       |         |         | X           |         | X           | X      |                  |              |         |         | X           | X           |       |                  | 5         | 21     |
| Ungheria      |         | X       |             |         |             |        | X                |              |         |         |             |             |       |                  | 2         | 4      |
| Uruguay       |         |         |             |         |             |        | X                |              |         |         |             |             |       |                  | 1         | 2      |
| Vietnam       |         |         |             |         |             |        |                  |              |         |         |             |             |       | X                | 1         | 2      |
| Zimbabwe      | X       |         |             |         |             |        |                  |              | X       |         |             |             |       |                  | 2         | 2      |
| Totale: 58    | 33      | 13      | 13          | 13      | 13          | 8      | 20               | 13           | 28      | 10      | 10          | 8           | 7     | 17               |           | 550    |

## Podi

### Uomini
| Evento                                | Oro | Perform. | Argento | Perform. | Bronzo | Perform. |
| Singolo (dettagli)                    | Mahé Drysdale | 6'57"82  | Ondřej Synek | 6'59"37  | Alan Campbell | 7'03"28  |
| Due di coppia (dettagli)              | Nuova Zelanda Nathan Cohen Joseph Sullivan | 6'31"67  | Italia Alessio Sartori Romano Battisti                                                                                             | 6'32"80  | Slovenia Luka Špik Iztok Čop | 6'34"35  |
| Due di coppia pesi leggeri (dettagli) | Danimarca Mads Rasmussen Rasmus Quist | 6'37"17  | Gran Bretagna Zac Purchase Mark Hunter                                                                                             | 6'37"78  | Nuova Zelanda Storm Uru Peter Taylor | 6'40"86  |
| Due senza (dettagli)                  | Nuova Zelanda Eric Murray Hamish Bond | 6'16"65  | Francia Germain Chardin Dorian Mortelette                                                                                          | 6'21"11  | Gran Bretagna George Nash William Satch | 6'21"77  |
| Quattro di coppia (dettagli)          | Germania Karl Schulze Philipp Wende Lauritz Schoof Tim Grohmann                                                                                    | 5'42"48  | Croazia David Sain Martin Sinković Damir Martin Valent Sinković                                                                    | 5'44"78  | Australia Christopher Morgan Karsten Forsterling James McRae Daniel Noonan                                                                         | 5'45"22  |
| Quattro senza (dettagli)              | Gran Bretagna Alex Gregory Pete Reed Tom James Andrew Triggs Hodge                                                                                 | 6'03"97  | Australia William Lockwood James Chapman Joshua Dunkley-Smith Drew Ginn                                                            | 6'05"19  | Stati Uniti Glenn Ochal Scott Gault Henrik Rummel Charles Cole                                                                                     | 6'07"20  |
| Quattro senza pesi leggeri (dettagli) | Sudafrica James Thompson Matthew Brittain John Smith Sizwe Ndlovu                                                                                  | 6'02"84  | Gran Bretagna Peter Chambers Rob Williams Richard Chambers Chris Bartley                                                           | 6'03"09  | Danimarca Kasper Winther Morten Jørgensen Jacob Barsøe Eskild Ebbesen                                                                              | 6'03"16  |
| Otto (dettagli)                       | Germania Filip Adamski Andreas Kuffner Eric Johannesen Maximilian Reinelt Richard Schmidt Lukas Müller Florian Mennigen Kristof Wilke Martin Sauer | 5'48"75  | Canada Gabriel Bergen Douglas Csima Rob Gibson Conlin McCabe Malcolm Howard Andrew Byrnes Jeremiah Brown Will Crothers Brian Price | 5'49"98  | Gran Bretagna Alex Partridge James Foad Tom Ransley Richard Egington Mohamed Sbihi Greg Searle Matthew Langridge Constantine Louloudis Phelan Hill | 5'51"18  |

### Donne
| Evento                                | Oro | Perform. | Argento | Perform. | Bronzo | Perform. |
| Singolo (dettagli)                    | Miroslava Knapková | 7'54"37  | Fie Udby Erichsen | 7'57"72  | Kim Crow | 7'58"04  |
| Due di coppia (dettagli)              | Gran Bretagna Anna Watkins Katherine Grainger                                                                                                | 6'55"82  | Australia Kim Crow Brooke Pratley | 6'58"55  | Polonia Magdalena Fularczyk Julia Michalska | 7'07"92  |
| Due di coppia pesi leggeri (dettagli) | Gran Bretagna Katherine Copeland Sophie Hosking                                                                                              | 7'09"30  | Cina Xu Dongxiang Huang Wenyi | 7'11"93  | Grecia Christina Giazitzidou Alexandra Tsiavou | 7'12"09  |
| Due senza (dettagli)                  | Gran Bretagna Helen Glover Heather Stanning                                                                                                  | 7'27"13  | Australia Kate Hornsey Sarah Tait | 7'29"86  | Nuova Zelanda Juliette Haigh Rebecca Scown | 7'30"19  |
| Quattro di coppia (dettagli)          | Ucraina Kateryna Tarasenko Natalija Dovhod'ko Anastasija Koženkova Jana Dement'jeva                                                          | 6'35"93  | Germania Annekatrin Thiele Carina Baer Julia Richter Britta Oppelt                                                                                                | 6'38"09  | Stati Uniti Natalie Dell Kara Kohler Megan Kalmoe Adrienne Martelli | 6'40"63  |
| Otto (dettagli)                       | Stati Uniti Erin Cafaro Zsuzsanna Francia Esther Lofgren Taylor Ritzel Meghan Musnicki Eleanor Logan Caroline Lind Caryn Davies Mary Whipple | 6'10"59  | Canada Janine Hanson Rachelle Viinberg Krista Guloien Lauren Wilkinson Natalie Mastracci Ashley Brzozowicz Darcy Marquardt Andréanne Morin Leslie Thompson-Willie | 6'12"06  | Paesi Bassi Jacobine Veenhoven Nienke Kingman Chantal Achterberg Sytske De Groot Rioline Repelaer Van Driel Claudia Belderbos Carline Bouw Annemiek De Haan Anne Schellekens | 6'13"12  |

## Medagliere
| Posizione | Paese         |    |    |    | Totale |
| --------- | ------------- | -- | -- | -- | ------ |
| 1         | Gran Bretagna | 4  | 2  | 3  | 9      |
| 2         | Nuova Zelanda | 3  | 0  | 2  | 5      |
| 3         | Germania      | 2  | 1  | 0  | 3      |
| 4         | Danimarca     | 1  | 1  | 1  | 3      |
| 5         | Rep. Ceca     | 1  | 1  | 0  | 2      |
| 6         | Stati Uniti   | 1  | 0  | 2  | 3      |
| 7         | Ucraina       | 1  | 0  | 0  | 1      |
| 7         | Sudafrica     | 1  | 0  | 0  | 1      |
| 9         | Australia     | 0  | 3  | 2  | 5      |
| 10        | Canada        | 0  | 2  | 0  | 2      |
| 11        | Italia        | 0  | 1  | 0  | 1      |
| 11        | Croazia       | 0  | 1  | 0  | 1      |
| 11        | Francia       | 0  | 1  | 0  | 1      |
| 11        | Cina          | 0  | 1  | 0  | 1      |
| 15        | Slovenia      | 0  | 0  | 1  | 1      |
| 15        | Paesi Bassi   | 0  | 0  | 1  | 1      |
| 15        | Polonia       | 0  | 0  | 1  | 1      |
| 15        | Grecia        | 0  | 0  | 1  | 1      |
| Totale    | Totale        | 14 | 14 | 14 | 42     |